# 張一震
張一震，陝西省西安府蒲城縣人，清朝政治人物、進士出身。
順治六年，登進士三甲二二二名進士。順治九年，任直隸廣平府成安縣知縣。